# 富克维尔
富克维尔（法語：Fouqueville，法語發音：[fukvil]）是法国厄尔省的一个市镇，属于贝尔奈区。

## 地理
富克维尔（49°13'14"N, 0°57'2"E）面积8.18 平方千米，位于法国诺曼底大区厄尔省，该省份为法国北部内陆省份，北起滨海塞纳省，西接奧恩省和卡爾瓦多斯省，南至厄尔-卢瓦省，东临瓦兹省、瓦兹河谷省和伊夫林省。
与富克维尔接壤的市镇（或旧市镇、城区）包括：昂夫勒维尔-圣阿芒、勒贝克托马、克雷斯托、拉阿朗热尔、埃克托马尔、圣旺德蓬舍伊。

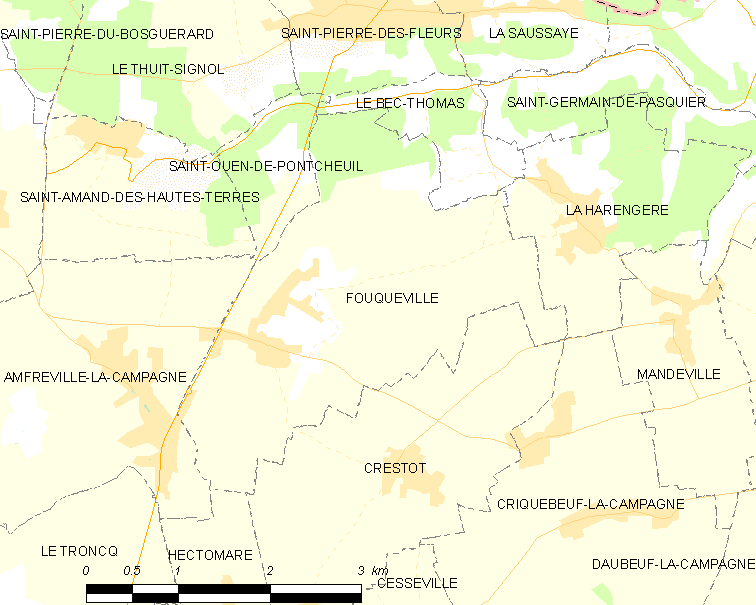
富克维尔的OSM定位图

富克维尔的时区为UTC+01:00、UTC+02:00（夏令时）。

## 行政
富克维尔的邮政编码为27370，INSEE市镇编码为27261。

## 政治
富克维尔所属的省级选区为大布特鲁尔德县。

## 人口

1962-2008年间富克维尔人口变化图示

富克维尔于2022年1月1日时的人口数量为443人。